# Jaraguá (Maceió)

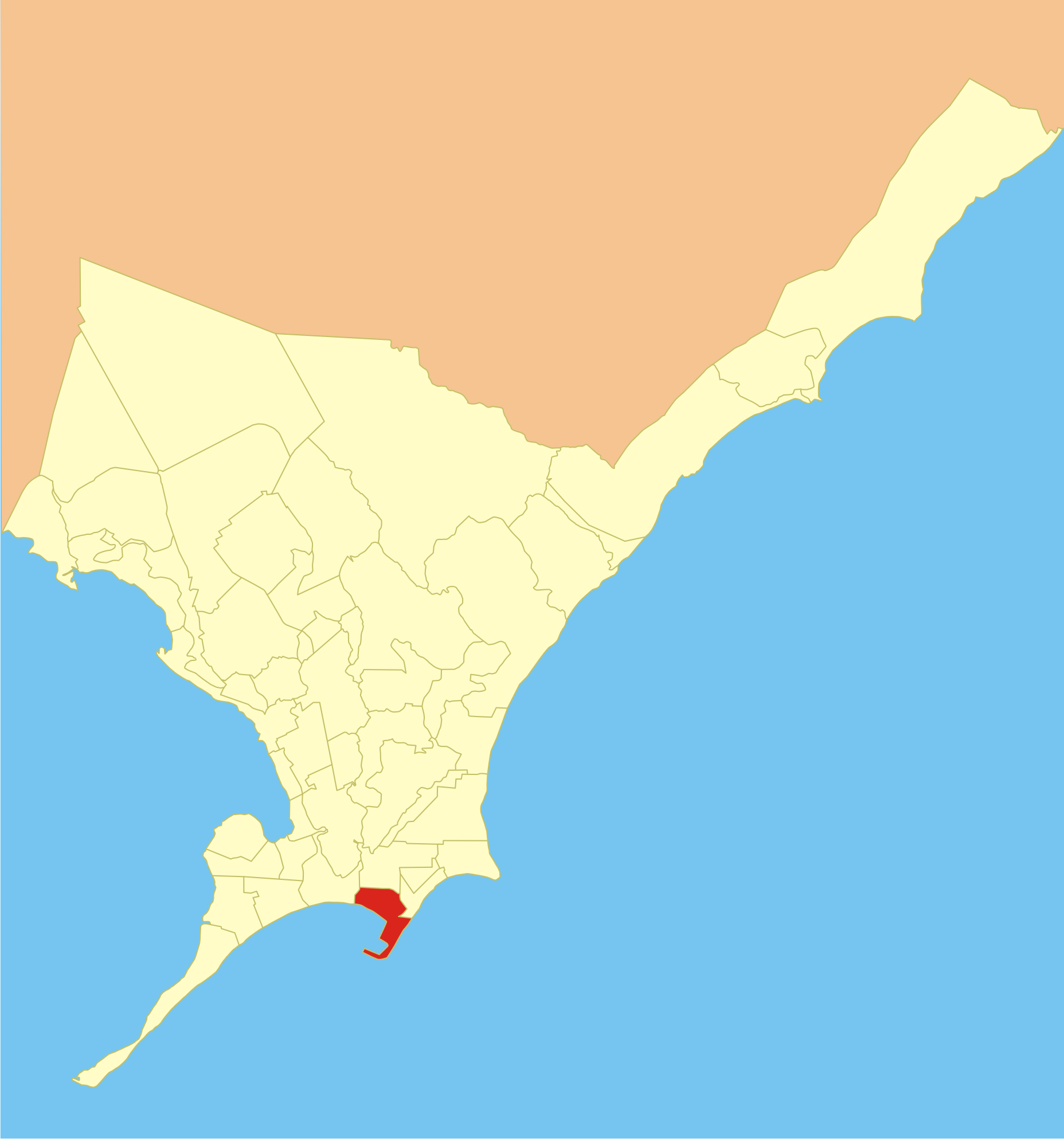
Localização do bairro Jaraguá em Maceió.

Jaraguá é um bairro com a maior parte sendo histórica de Maceió, capital do estado brasileiro de Alagoas.
Maceió deve seu desenvolvimento ao Porto de Jaraguá, que possuía uma localização privilegiada na primeiramente capitania, logo após, província de Alagoas. Graças ao porto, a cidade alcançou um crescimento tal que motivou a mudança da capital da província para Maceió. O local passou a ter um grande fluxo de comércio, contando com muitas lojas e armazéns.
Na segunda metade do século XX, o bairro começou a ser abandonado aos poucos, tanto para o comércio quanto pelos moradores. Na década de 1990, a prefeitura iniciou um projeto de revitalização, restaurando ruas e casarões. 
Boates e casas de shows foram abertas, assim como uma faculdade privada, a Faculdade de Negócios mais as agências bancárias. Entretanto, nos últimos anos, o bairro sofreu outra desvalorização, ao ressentimento dos investimentos constantes do governo.
É sede da Prefeitura, do Museu de Arte Brasileira, da Associação Comercial de Maceió e do Centro de Convenções, construído recentemente para receber eventos de grande porte na cidade. Jaraguá também conta com uma estação do Sistema de Trens Urbanos de Maceió, denominada Estação Jaraguá e inaugurada no dia 20 de outubro de 2017.